# 세이브존
세이브존(SaveZone)은 대한민국의 백화점 형식을 갖춘 아울렛 매장이다. 주로 중저가 브랜드를 취급한다.
세이브존은 이랜드의 2001아울렛 설립에 참여했던 용석봉 사장이 1998년에 처음 설립하였다. 한신공영의 경영난으로 인하여 어려움을 겪던 한신코아백화점 4개 지점과 전주코아백화점을 인수하였다.
상장사인 세이브존 I&C와 비상장사인 (주)세이브존, (주)세이브존 리베라가 각 지점 운영을 맡고있다. (주)세이브존은 화정점 울산점을, (주)세이브존 리베라는 해운대점을, 나머지 점포는 (주)세이브존 I&C가 운영 중이며 화정점을 제외한 나머지는 2000년이후에 개점하였고 인수합병으로 확장한 것이다.

## 지점 현황

### 수도권 지역
- 화정점

1998년 9월 24일 개점하였다. 경기도 고양시 덕양구 화정로 52(화정2동)에 있으며, 3호선 화정역과 가까우며 연결통로를 통해 화정역 구내에서도 진입할 수 있으며 유일하게 인수 합병으로 확장한 지점이 아니다.
- 노원점

2002년 7월 16일 한신코아백화점 중계점을 인수하면서 재개점하였다. 서울특별시 노원구 한글비석로 57(하계1동)에 있으며, 7호선 하계역과 가까우며 본사가 이곳에 있다.
- 성남점

2002년 7월 16일 한신코아백화점 성남점을 인수하면서 재개점하였다. 경기도 성남시 수정구 산성대로 337(신흥2동)에 있으며, 8호선 단대오거리역 4번 출구와 가깝다.
- 광명점

2002년 7월 16일 한신코아백화점 광명점을 인수하면서 재개점하였다. 경기도 광명시 철망산로 87(철산3동)에 있다.
- 부천상동점

2003년 10월 30일 개점하였다. 경기도 부천시 원미구 길주로 105(상3동)에 있으며, 서울 지하철 7호선 상동역 7~8번 출구 앞에 있다.

### 광역시 및 기타 지역
- 울산점

2001년 1월 11일 개점하였으며, 울산광역시 남구 번영로250번길 9(삼산동)에 있다. 원래 모드니백화점이었다.
- 대전점

2002년 7월 16일 한신코아백화점 대전점을 인수하면서 재개점하였다. 대전광역시 서구 둔산로 201(둔산동)에 있으며, 대전 도시철도 1호선 시청역 6번 출구에서 접근이 용이하다.
- 해운대점

2003년 8월 21일 개점하였다. 부산광역시 해운대구 구남로29번길 21(중1동)에 있으며, 2호선 해운대역 부근에 있다. 원래 리베라백화점이 영업하던 곳이다.
- 전주코아점

2011년 3월 23일 전주코아백화점을 인수하면서, 개점하였다. 전북특별자치도 전주시 완산구 팔달로 262-6(서노송동)에 있다.